# Science Hill
Science Hill és una població dels Estats Units a l'estat de Kentucky. Segons el cens del 2000 tenia 634 habitants.

## Demografia
Segons el cens del 2000, Science Hill tenia 634 habitants, 249 habitatges, i 184 famílies. La densitat de població era de 388,6 habitants/km².
Dels 249 habitatges en un 33,3% hi vivien nens de menys de 18 anys, en un 61,4% hi vivien parelles casades, en un 10,8% dones solteres, i en un 26,1% no eren unitats familiars. En el 23,3% dels habitatges hi vivien persones soles el 14,1% de les quals corresponia a persones de 65 anys o més que vivien soles. El nombre mitjà de persones vivint en cada habitatge era de 2,55 i el nombre mitjà de persones que vivien en cada família era de 3,02.
Per edats la població es repartia de la següent manera: un 24,8% tenia menys de 18 anys, un 8% entre 18 i 24, un 27% entre 25 i 44, un 25,4% de 45 a 60 i un 14,8% 65 anys o més.
L'edat mediana era de 39 anys. Per cada 100 dones de 18 o més anys hi havia 80 homes.
La renda mediana per habitatge era de 34.464 $ i la renda mediana per família de 43.125 $. Els homes tenien una renda mediana de 27.917 $ mentre que les dones 18.583 $. La renda per capita de la població era de 14.476 $. Entorn de l'11,2% de les famílies i el 15,6% de la població estaven per davall del llindar de pobresa.

## Poblacions més properes
El següent diagrama mostra les poblacions més properes.